# Prawa człowieka w Haiti
Prawa człowieka w Haiti nie są respektowane. Przestrzeganie praw człowieka stało się trudniejsze po trzęsieniu ziemi w 2010 roku. W wyniku osłabienia policji odrodziły się grupy przestępcze, odpowiedzialne za bezkarne zabójstwa. Po trzęsieniu ziemi rząd w Haiti miał ogromne trudności w odtworzeniu struktur administracji państwowej oraz włączenia się do pomocy w dystrybucji pomocy żywnościowej dla ludności.

## Prawa człowieka podczas dyktatury Duvalierów
W 1957 roku władzę objął François „Papa Doc” Duvalier, który w 1964 roku ogłosił się dyktatorem, tworząc tym samym państwo autorytarne. Duvalier utworzył tajną policję Tonton Macoute, która tłumiła na różne sposoby opozycję. W 1963 roku ukazała się książka Komedianci Grahama Greene’a opisująca w luźny sposób reżim Duvaliera. Sam Duvalier w ramach zemsty stworzył laleczkę voodoo przeciwko pisarzowi. Papa Doc często zmieniał swoich ministrów. Ministrowie, którzy popadli w niełaskę byli torturowani przez Tonton Macoute lub mordowani wraz z rodzinami w nocy. Duvalier raz osobiście dowodził plutonem egzekucyjnym, podczas wykonania wyroku na 19 oficerach skazanych za domniemany spisek. Zdarzało się, że mordowano rodziny tylko dlatego, że mieli nieodpowiednie nazwisko.
W 1969 roku Papa Doc ustanowił voodoo religią państwową. W tym samym roku arcybiskup Port-au-Prince został wydalony z Haiti.
Po śmierci Duvaliera w 1971 władzę objął jego syn, Jean-Claude.
Podczas rządów Jean-Claude Duvaliera (nazywany niekiedy „Baby Doc”) nadal dochodziło do notorycznego łamania praw człowieka, choć złagodził metody sprawowania władzy, zaś Tonton Macoute wykonywała wyroki w mniej jawny sposób. Znane są szczegóły zabójstw i tortur na zlecenie dyktatora. Podczas jego rządów wtrącano ludzi do więzień bez procesu sądowego. W 1985 roku przeprowadzono wybory, w których mieszkańcy mieli opowiedzieć się za przekazaniem Jean-Claude Duvalierowi władzy dożywotniej. W sfałszowanych wyborach, gdzie urny obstawiła policja, Jean-Claude Duvalier uzyskał 99,9% poparcia.
W 1986 roku obalono dyktaturę po trzymiesięcznych protestach społecznych, zaś sam Jean-Claude Duvalier został zmuszony do emigracji. Protestujący domagali się poprawy warunków życia oraz zmniejszenia cen artykułów spożywczych. Dużym wsparciem dla protestujących były Stany Zjednoczone. Ronald Reagan zdecydował się na wstrzymanie pomocy finansowej, która w większości trafiała do skorumpowanego rządu. 4 lutego 1986 roku Duvalier (władający tylko stolicą) zezwolił Tonton Macoute strzelać do tłumu. W wyniku ataku zginęło ok. 100 osób. Duvalier po namowach USA uciekł do Francji, gdzie uzyskał azyl polityczny. W 2011 roku Duvalier niespodziewanie wrócił do Haiti. Aresztowano go, lecz po wielogodzinnych przesłuchaniach wypuszczono, zakazując mu wyjazdu z kraju. Wkrótce potem Duvaliera oskarżono o korupcję, zbrodnie przeciwko ludności i defraudację pieniędzy. Dowody przeciwko Duvalierowi zgromadziła haitańska prokuratora oraz Amnesty International. Sam Duvalier wyraził współczucie ofiarom jego reżimu. Duvalier regularnie odmawiał stawienia się w sądzie. Jean-Claude Duvalier zmarł 4 października 2014 roku.

## Sytuacja po obaleniu reżimu Duvalierów
Po 1986 roku próbowano wprowadzić demokrację w Haiti, lecz zwolennicy polityki Duvalierów stawiali długoletni opór. W tym samym czasie Haitańczycy masowo mordowali członków Tonton Macoute oraz rabowali ich majątek. Równocześnie mieszkańcy zniszczyli marmurową kryptę Papy Doca oraz groby jego współpracowników. W 1987 roku uchwalono konstytucję, którą wielokrotnie zawieszano na skutek kolejnych zamachów stanu. Pierwsze demokratyczne wybory przeprowadzono w 1990 roku.
W 2000 roku przeprowadzono wybory parlamentarne, podczas których dochodziło do nadużyć. Wyniki zakwestionowała opinia międzynarodowa i opozycja haitańska. 2. turę wyborów parlamentarnych zbojkotowała koalicja opozycyjna Konwergencja Demokratyczna. Zakwestionowano również wybory prezydenckie, które wygrał Jean-Bertrand Aristide.
W 1994 roku do więzienia trafili Louis Jodel Chamblain oraz Jean Pierre Baptiste (znany jako „Jean Tatoune”, którzy naruszali prawa człowieka. Chamblian, będący przywódcą organizacji paramilitarnej FRAPH, zamordował w 1994 roku działacza prodemokratycznego Antoine’a Izméra. W tym samym roku brał udział w masakrze Raboteau, gdzie zginęło ok. 20 osób. Za oba zabójstwa skazano go na dożywotnie przymusowe roboty. Jean Tatoune skazano na dożywotnie roboty za współudział w masakrze Raboteau. W 2004 roku Chamblain i Tatoune zorganizowali rebelię, która objęła zasięgiem całe Haiti. Rebelia zmusiła Jean-Bertranda Aristide'a do ucieczki z Haiti. Podczas chaosu w Haiti uciekło z więzień wielu więźniów oskarżonych o łamanie praw człowieka. W lutym rebelianci zajęli miasto Cap Haitien, zbierając osoby podejrzane o sprzyjanie rządu. Z kolei w Port-au-Prince policja nieoficjalne zbrojne bandy zaczęły atakować opozycjonistów i członków opinii publicznej. W 2005 roku byli ministrowie Aristide'a rozpoczęli głodówkę protestacyjną.
W 2004 francuskiego ministra do spraw zagranicznych, Renauda Museliera, zaatakowano podczas wizyty w szpitalu dzielnicy „Słońca“, dzielnicy zamieszkałej przez ubogich mieszkańców stolicy, najbardziej dotkniętą przez przestępstwa dokonane przez policję.
W 2004 roku Organizacja Państw Amerykańskich skarżyła, że w Haiti nie są przestrzegane prawa człowieka. Największym problemem był brak bezpieczeństwa (szczególnie na północy i wschodzie kraju, gdzie kontrolę uzyskały uzbrojone grupy), niedziałające sądownictwo. OPA zauważyła również, że dzieci zmusza się do pracy lub do uczestnictwa w uzbrojonych grupach oraz niepełnoletnich więźniów umieszcza się w więzieniach dla dorosłych. Największymi ofiarami łamania praw człowieka zostały dzieci, kobiety oraz obrońcy praw człowieka.
28 lutego 2005 roku zamordowano dwóch manifestantów w rocznice ucieczki Aristide'a.
W 2011 roku przeprowadzono wybory prezydenckie. Wyniki pierwszej tury zakwestionowali kandydaci do urzędu, uznając je za sfałszowane. Po ogłoszeniu wyników wybuchły demonstracje protestacyjne.
W 2015 roku w związku z wyborami samorządowymi (9 sierpnia), parlamentarnymi (25 października) i prezydenckimi (27 grudnia) przeprowadzono w państwach Unii Europejskiej nabór obserwatorów na misję obserwacyjną UE w Haiti.

## Pomoc międzynarodowa
Podczas rządów Papa Doca, amerykański prezydent John F. Kennedy wstrzymał pomoc humanitarną po opublikowaniu zbrodni Duvaliera. W późniejszych latach pomoc międzynarodowa często była zawieszana w wyniku łamania zasad demokratycznych i praw człowieka. W wyniku zniszczenia infrastruktury oraz braku działań rządu haitańskiego pojawiły się problemy z przekazaniem pomocy żywnościowej po trzęsieniu ziemi z 2010 roku. Część pomocy humanitarnej trafiła do czarnego rynku.